# Veseleț, Tărgoviște
Veseleț (în bulgară Веселец) este un sat în comuna Omurtag, regiunea Tărgoviște,  Bulgaria. 

## Demografie
Componența etnică a satului Veseleț
     Turci (95,16%)
     Nicio identificare (4,83%)
     Altele (0%)
La recensământul din 2011, populația satului Veseleț era de 124 locuitori. Din punct de vedere etnic, majoritatea locuitorilor (95,16%) erau turci. Pentru 4,83% din locuitori nu este cunoscută apartenența etnică.